# Hepatozoon felis
Espèce
Hepatozoon felis est une espèce de parasites apicomplexés du genre Hepatozoon dont l'hôte intermédiaire est un félin et notamment le chat domestique. L'hépatozoonose féline est sans signe clinique d'infection dans la majorité des cas. Le diagnostic chez les chats est établi par l'observation des gamontes parasitaires dans les frottis sanguins, de schizontes parasitaires dans les muscles par histopathologie ou par la détection de l'ADN parasitaire par réaction en chaîne par polymérase,. Il n'existe pas de traitement efficace contre l’Hepatozoon felis : des essais ont été réalisés sur un cas avec un traitement conjoint d'oxytétracycline et de primaquine, ou un traitement à la doxycycline.
L'hépatozoonose féline est présente dans de nombreux pays et notamment l'Afrique du Sud, le Brésil, l'Espagne, les États-Unis, la France, l'Inde, Israël, le Nigeria et le Portugal. L'infection affecte le Chat domestique, ainsi que des félins sauvages comme le Chat-léopard (Prionailurus bengalensis), le lion d'Asie (Panthera leo persica), le Tigre du Bengale (Panthera tigris tigris) et le Léopard indien (Panthera pardus fusca). L'hôte final est la tique.